# Osocor
Ajeperra Setepenra Usirken, también denominado Osorcon el Viejo u Osocor (en griego), fue el quinto faraón de la dinastía XXI de Egipto; gobernó de ca. 984 a 978 a. C. durante el Tercer periodo intermedio de Egipto.
Conocido como Osocor, en la Aegyptiaca de Manetón, según Julio Africano y Eusebio de Cesarea en la versión del monje Jorge Sincelo (siglo IX), asignándole seis años de reinado. 
Es el primer faraón de origen libio en Egipto. El reinado de Osorcon es significativo porque prefigura la llegada de la dinastía XXII de Egipto. Osorcon era el tío de Sheshonq I, el fundador de la dinastía XXII, también denominada Dinastía libia. Le sucedió en el poder Siamón que, presumiblemente, era un egipcio nativo.

## Testimonios
Su existencia fue cuestionada por la mayoría de los eruditos hasta que Eric Young estableció en 1963 que la mención de un sacerdote del templo denominado Nespaneferhor, el día 20 I Shemu año 2.º, de un rey denominado Ajeperra Setepenra (en el fragmento 3b, líneas 1-3 de los anales de los sacerdotes de Karnak) ocurrió una generación antes de la de Hori, hijo de Nespaneferhor, en el año 17.º de Siamón, que se registra también en los mismos anales. 
Eric Young dedujo que este rey Ajeperra Setepenra era el desconocido Osorcon. Esta hipótesis no fue aceptada por todos egiptólogos en aquel momento. Sin embargo, Jean Yoyotte (1976-1977) observó que un rey libio denominado Osorcon era el hijo de Sheshonq I y la dama Mehtenueshjet, que recibe la titulatura de Madre de Rey en un documento genealógico. 
Ya que ninguno otro rey Osorcon tuvo a una madre denominada Mehtenueshjet, se estableció que Ajeperra Setepenra era verdaderamente el Osocor de Manetón. Mehtenueshjet I era también la madre de Nimlot I, gran jefe de los Mashauash (nómadas del desierto occidental que se asentaron en Egipto) y asimismo abuela de Sheshonq I.

## Titulatura
| Titulatura | Jeroglífico | Transliteración (transcripción) - traducción - (referencias) |

| N5 | O29V | L1 | N5 | U21 · n |

| N5 | O29V | L1 | N5 | U21 · n |

| N5 | O29V | L1 | N5 | U21 · n |

| N5 | O29V | L1 | N5 | U21 · n |

| N5 | O29V | L1 | N5 | U21 · n |

| N5 | O29V | L1 | N5 | U21 · n |

| N5 | O29V | L1 | N5 | U21 · n |

| N5 | O29V | L1 | N5 | U21 · n |

| N5 | O29V | L1 | N5 | U21 · n |

| N5 | O29V | L1 | N5 | U21 · n |

| N5 | O29V | L1 | N5 | U21 · n |

| N5 | O29V | L1 | N5 | U21 · n |

| N5 | O29V | L1 | N5 | U21 · n |

| N5 | O29V | L1 | N5 | U21 · n |

| N5 | O29V | L1 | N5 | U21 · n |

| N5 | O29V | L1 | N5 | U21 · n |

| V4 | Aa18 | i | r · V31 · n |

| V4 | Aa18 | i | r · V31 · n |

| V4 | Aa18 | i | r · V31 · n |

| V4 | Aa18 | i | r · V31 · n |

| V4 | Aa18 | i | r · V31 · n |

| V4 | Aa18 | i | r · V31 · n |

| V4 | Aa18 | i | r · V31 · n |

| V4 | Aa18 | i | r · V31 · n |

| V4 | Aa18 | i | r · V31 · n |

| V4 | Aa18 | i | r · V31 · n |

| V4 | Aa18 | i | r · V31 · n |

| V4 | Aa18 | i | r · V31 · n |

| V4 | Aa18 | i | r · V31 · n |

| V4 | Aa18 | i | r · V31 · n |

| V4 | Aa18 | i | r · V31 · n |

| V4 | Aa18 | i | r · V31 · n |